# Asen (dynastie)
De dynastie Asen (Bulgaars: Асеневци, Asenevtsi) regeerde als tsaren over Bulgarije vanaf 1186 tot 1280.
De stichters van de dynastie waren Ivan Asen I van Bulgarije en zijn twee broers (Teodor I Peter IV en Kalojan)
Het vorstenhuis ontstond tijdens de opstand van de Vlachen en de Bulgaren tegen het Byzantijnse gezag (en zijn belastingdruk) in het jaar 1185/86. Latere telgen van de familie waren in dienst van de Byzantijnen in de dertiende en veertiende eeuw. De latere Roemeense bojaren van de clan Asan kunnen heel goed ervan afstammen.
De etnische achtergrond van de drie gebroeders Asen is onderwerp van veel discussie. Veel Roemeense historici denken aan een Vlachische (Roemeense of Aromaanse) komaf, de Bulgaren denken aan een Bulgaarse afstamming en ook een Kumaanse of zelfs Hongaarse afstamming wordt wel verondersteld. Een kroniek van Nicetas Choniates doet vermoeden dat de familie ten minste de Vlachische taal machtig was.
De naam Asen werd oorspronkelijk gedragen door een van de drie broers en is mogelijk van Kumaans-Turkse of Petsjeneese etymologie. Esen betekent 'gezond, veilig'.